# Kaymakçı
Kaymakçı es un yacimiento arqueológico de la Edad de Bronce  con vistas al lago Mármara en la provincia de Manisa, Turquía. Dado su tamaño y ubicación, el asentamiento se considera un candidato principal para la capital del País del río Seha.

## Arqueología
La ocupación de Kaymakçı comenzó en la Edad de Bronce Media, y se convirtió en un asentamiento importante durante la Edad de Bronce Tardía El yacimiento estuvo ocupado ininterrumpidamente desde el 1700 a. C. hasta el 1200 a. C., contemporáneo de Troya VI y VII-A. Continuó ocupándose durante la Edad del Hierro, aunque ya no era un centro urbano importante. Al igual que otras ciudadelas de la zona, Kaymakçı muestra indicios de haber sido incendiada, pero se desconoce si esta destrucción provocó el abandono del lugar o data de un saqueo anterior.
El yacimiento ocupa una superficie de al menos 25 hectáreas y se extiende a lo largo de 1 kilómetro de una roca madre. Su elevación de 140 metros sobre el lago ofrece una vista dominante de los alrededores. Consta de una ciudadela de 8,6 hectáreas, una ciudad baja en expansión y un cementerio. La propia ciudadela está dividida por murallas] en varias zonas concéntricas, que parecen reflejar una jerarquía de sectores. La ciudadela interior, densamente construida, está formada por terrazas concéntricas ascendentes similares a las de la Troya de la Edad del Bronce. La ciudadela exterior incluye una terraza con calles de guijarros en un plano cuadriculado y parece haber estado dividida en barrios residenciales en diferentes orientaciones, donde los residentes se dedicaban a la industria doméstica. La zona occidental de la ciudadela exterior está formada por espacios abiertos y edificios monumentales. La ciudad baja ocupa una superficie de al menos diez hectáreas, pero su existencia se conoce principalmente por la cerámica y actualmente se desconocen sus límites exactos.
Los hallazgos de cerámica sugieren lazos culturales con yacimientos costeros como Troya y del interior como Beycesultan. La ciudad también importó objetos egeos e hititas, y realizó imitaciones locales.

## Contexto histórico
Kaymakçı estaba situada en el País del Río Seha, un estado de la Edad de Bronce Tardía conocido por inscipciones hititas como la carta de Manapa-Tarhunta. Al principio de su historia, Seha formaba parte de Arzawa, un macroestado que el rey hitita Mursili II derrotó y dividió. Posteriormente, Seha se convirtió en un Estado vasallo de los hititas que sirvió de importante intermediario con la griegos micénicos. Kaymakçı es la principal candidata a capital del País del Río Seha debido a su tamaño, complejidad y posición dominante.
En la Edad de Hierro, la región pasó a formar parte de Lidia, cuya capital, Sardes, se encontraba cerca de Kaymakçı. Sin embargo, se desconoce la relación entre los lidios y los sehanos, ya que las pruebas actuales sugieren tanto continuidad como interrupción.
Kaymakçı se encuentra en una zona con numerosas inscripciones en jeroglífico luvita, pero se desconoce si se trataba de una lengua primaria de la población local o si se utilizaba únicamente con fines oficiales. Las pruebas de continuidad cultural plantean la posibilidad de que los hablantes de lidio ya estuvieran presentes en la zona durante la Edad de Bronce.

## Excavación
El yacimiento fue descubierto en 2001, cuando el Estudio Arqueológico de Lidia Central examinó la zona que rodea el lago Mármara e identificó 6 ciudadelas, 5 yacimientos no fortificados en tierras bajas y 23 yacimientos más pequeños. El más grande estaba en Kaymakçı. A continuación, el yacimiento de Kaymakçı se excavó en cuatro temporadas entre 2014 y 2017.